# Национальный орден Кедра
Национальный орден Кедра (фр. l'Ordre National du Cèdre) — орден Ливана.

## История
Учреждён законом от 31 декабря 1936 года. С 12 июня 1959 года в Ливане действует законодательный декрет № 122 утвердивший Наградной кодекс, определяющий статут награды.

## Степени
Орден делится на пять степеней:
1. Кавалер Большой ленты — знак ордена на чрезплечной ленте и золотая звезда на левой стороне груди
2. Великий офицер
3. Командор
4. Офицер
5. Кавалер

## Основания награждения
Орденом награждаются:
- за храбрость
- за заслуги перед государством

## Иллюстрации

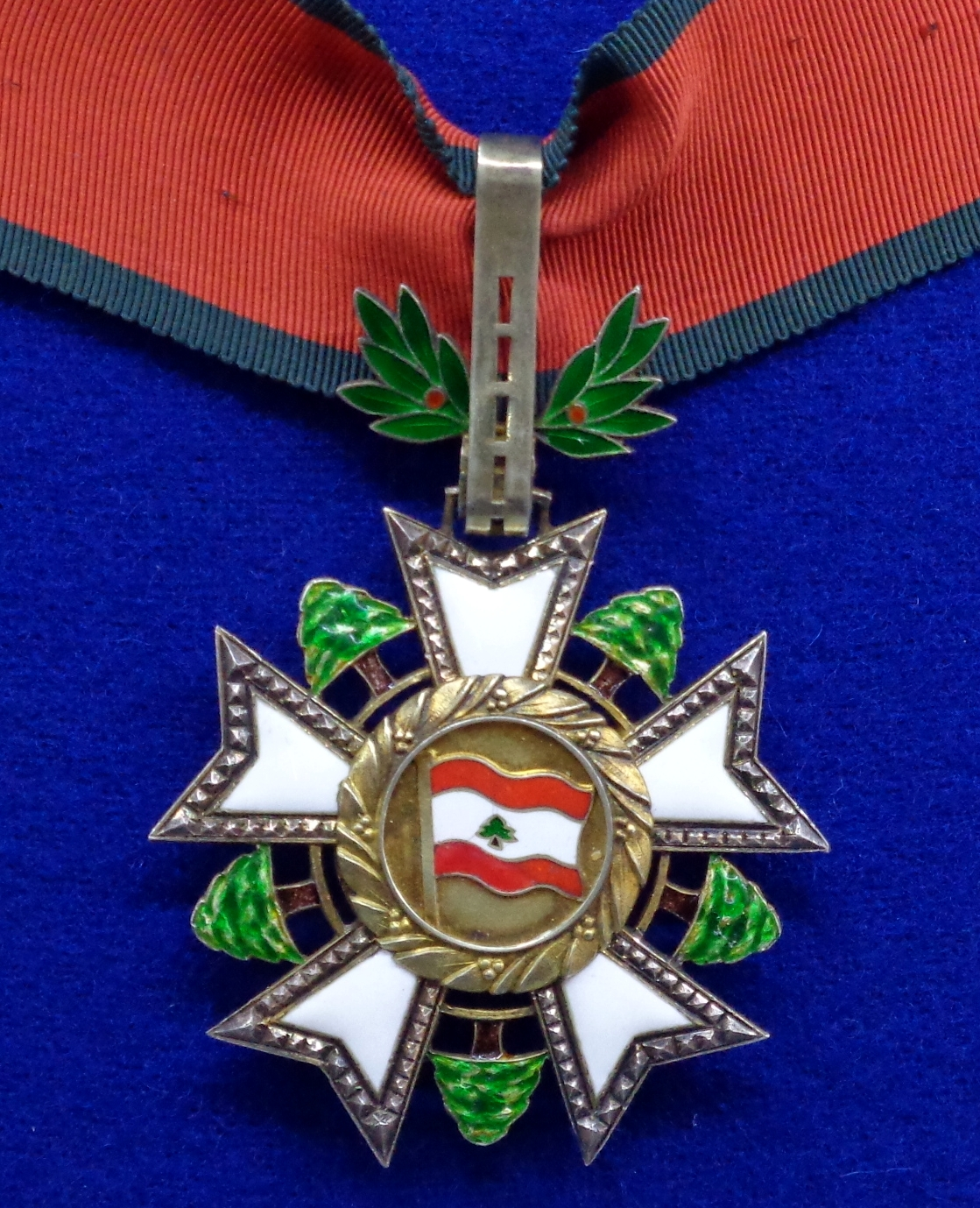
Знак командора, реверс
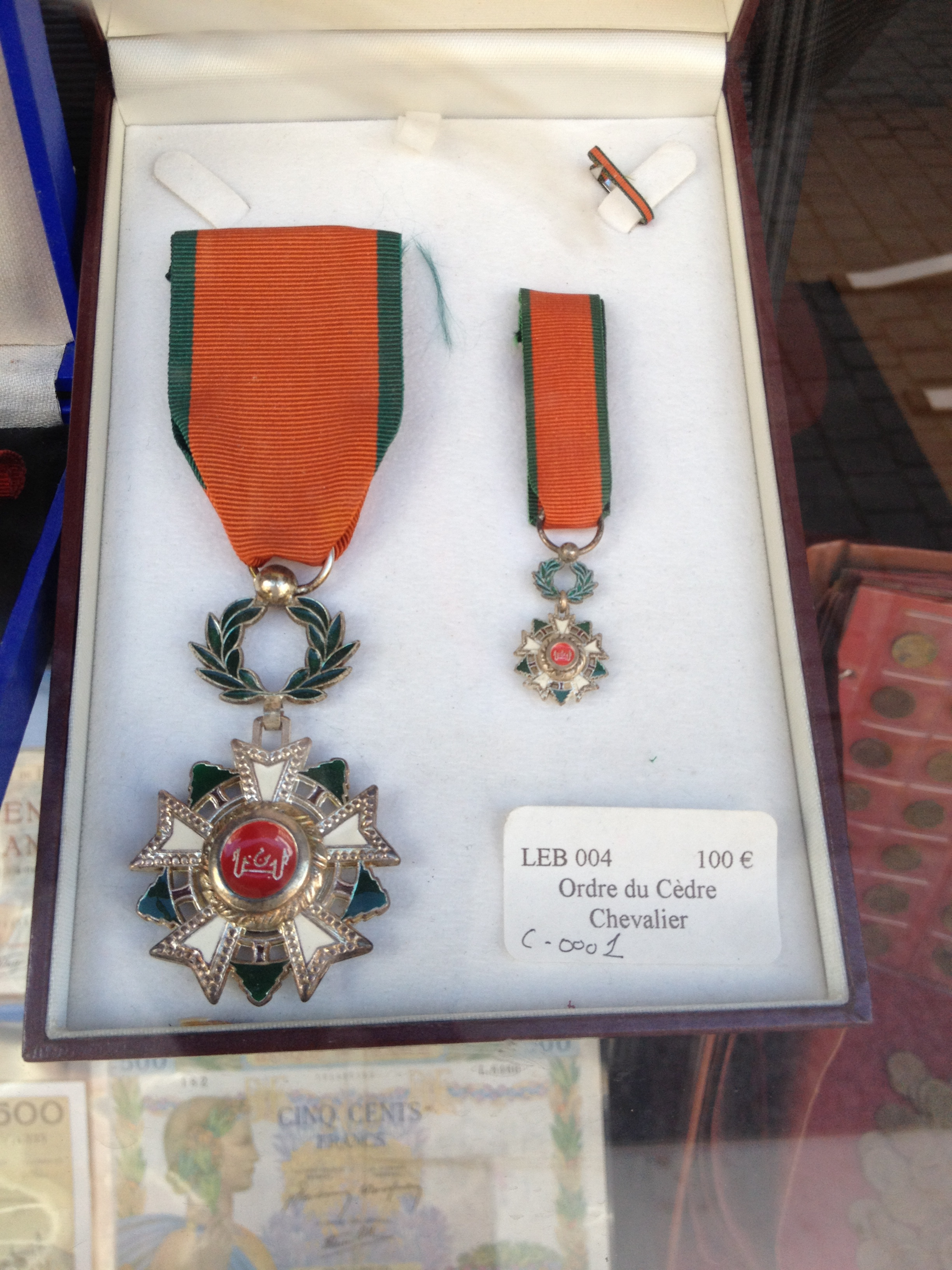
Знак кавалера, аверс